# Václav Horáček (politik KSČ)
Václav Horáček (22. září 1925 – ???) byl český a československý generál, politik Komunistické strany Československa, poslanec Sněmovny lidu Federálního shromáždění a předseda Svazarmu za normalizace.

## Biografie
K 28. lednu 1970 byl kooptován za člena Ústředního výboru Komunistické strany Československa. V této funkci ho potom potvrdil XIV. sjezd KSČ, XV. sjezd KSČ, XVI. sjezd KSČ i XVII. sjezd KSČ.
V letech 1969–1977 působil jako náčelník Hlavní politické správy ČSLA, v letech 1970–1975 byl náměstkem ministra národní obrany ČSSR. Na VI. sjezdu Svazarmu v prosinci 1978 byl zvolen předsedou Ústředního výboru této organizace. Od roku 1978 byl také členem předsednictva Ústředního výboru Národní fronty ČSSR. V roce 1975 mu byl udělen Řád práce.
K roku 1971 se profesně uvádí jako náčelník HPS ČSLA. Ve volbách roku 1971 tehdy zasedl do Sněmovny lidu (volební obvod č. 30 – Příbram, Středočeský kraj). Mandát obhájil ve volbách v roce 1976 (obvod Příbram), volbách v roce 1981 (obvod Hostivice) a volbách v roce 1986 (obvod Příbram).
V červnu 1985 mu byl propůjčen Řád Vítězného února.
Ve Federálním shromáždění setrval do ledna 1990, kdy rezignoval na poslanecký post v rámci procesu kooptace do Federálního shromáždění po sametové revoluci.

### Vyznamenání
- Řád rudé hvězdy
- Vyznamenání Za zásluhy o výstavbu - 1971, č. 18263
- Vyznamenání Za zásluhy o výstavbu - 1972, č. 19707
- Řád práce – 1975, č. 5229[11]
- Řád Vítězného února – 1985, č. 646[12]